# Jane Fonda
Jane Fonda (n. 21 decembrie 1937, New York City, New York, SUA) este actriță, scriitoare, activist politic, model și profesor de fitness american.
A cunoscut faima în anii 1960, cu filme precum Barbarella și Cat Ballou . A câștigat două premii Oscar și a primit mai multe premii și alte nominalizări. La 15 ani de retragere din lumea filmului, a revenit în 2005 cu Monster in Law, urmat de Georgia Rule doi ani mai târziu. De asemenea, a produs și a jucat în mai multe videoclipuri de promovare a exercițiilor de fitness lansate între 1982 și 1995.
Fonda este activistă pentru mai multe cauze politice, una dintre cele mai notabile și controversate a fost opoziția ei față de Războiul din Vietnam. De asemenea, a protestat față de Războiul din Irak și violența împotriva femeilor. S-a descris ca fiind liberală și feministă. În 2005, Fonda a lucrat alături de Robin Morgan și Gloria Steinem pentru a fonda "Women's Media Center", o organizație care lucrează pentru a amplifica vocile femeilor în mass-media prin intermediul advocaturii, mass-media și pregătirii pentru conducere. Din 2001, după divorțul de Ted Turner, Fonda a redevenit creștină. A publicat o autobiografie în 2005.

## Filmografie
| An   | Titlu                                                          | Rol                    | Regizor                                      | Note |
| ---- | -------------------------------------------------------------- | ---------------------- | -------------------------------------------- | --- |
| 1960 | Tall Story                                                     | June Ryder             | Joshua Logan                                 | |
| 1962 | Walk on the Wild Side                                          | Kitty Twist            | Edward Dmytryk                               | |
| 1962 | The Chapman Report                                             | Kathleen Barclay       | George Cukor                                 | |
| 1962 | Period of Adjustment                                           | Isabel Haverstick      | George Roy Hill                              | Nominalizare—Golden Globe Award for Best Actress – Motion Picture Musical or Comedy Nominalizare—Laurel Award for Top Female Comedy Performance |
| 1963 | In the Cool of the Day                                         | Christine Bonner       | Robert Stevens                               | |
| 1963 | Duminică la New York (Sunday in New York)                      | Eileen Tyler           | Peter Tewksbury                              | |
| 1964 | Joy House                                                      | Melinda                | René Clément                                 | |
| 1964 | Circle of Love                                                 | Sophie                 | Roger Vadim                                  | |
| 1965 | Cat Ballou                                                     | Catherine 'Cat' Ballou | Elliot Silverstein                           | Laurel Award for Top Female Comedy Performance Nominalizare—Golden Globe Award for Best Actress – Motion Picture Musical or Comedy |
| 1966 | Urmărirea (The Chase)                                          | Anna Reeves            | Arthur Penn                                  | |
| 1966 | The Game Is Over                                               | Renee Saccard          | Roger Vadim                                  | |
| 1966 | Any Wednesday                                                  | Ellen Gordon           | Robert Ellis Miller                          | Nominalizare—Golden Globe Award for Best Actress – Motion Picture Musical or Comedy |
| 1967 | Grăbiți apusul soarelui (Hurry Sundown)                        | Julie Ann Warren       | Otto Preminger                               | Nominalizare—Laurel Award for Top Female Dramatic Performance |
| 1967 | Desculț în parc (Barefoot in the Park)                         | Corie Bratter          | Gene Saks                                    | Nominalizare—BAFTA Award for Best Foreign Actress Nominalizare—Laurel Award for Top Female Comedy Performance |
| 1968 | Spirits of the Dead                                            | Contessa Frederica     | Federico Fellini, Louis Malle, & Roger Vadim | |
| 1968 | Barbarella                                                     | Barbarella             | Roger Vadim                                  | Nominated—Laurel Award for Top Female Comedy Performance |
| 1969 | Și caii se împușcă, nu-i așa? (They Shoot Horses, Don't They?) | Gloria Beatty          | Sydney Pollack                               | Kansas City Film Critics Circle Award for Best Actress New York Film Critics Circle Award for Best Actress Nominalizare—Academy Award for Best Actress Nominated—BAFTA Award for Best Actress in a Leading Role Nominalizare—Golden Globe Award for Best Actress – Motion Picture Drama Nominalizare—National Society of Film Critics Award for Best Actress                        |
| 1971 | Klute                                                          | Bree Daniels           | Alan J. Pakula                               | Academy Award for Best Actress Fotogramas de Plata Award for Best Foreign Movie Performer Golden Globe Award for Best Actress – Motion Picture Drama Kansas City Film Critics Circle Award for Best Actress National Society of Film Critics Award for Best Actress New York Film Critics Circle Award for Best Actress Nominalizare—BAFTA Award for Best Actress in a Leading Role |
| 1972 | Tout Va Bien                                                   | Suzanne                | Jean-Luc Godard & Jean-Pierre Gorin          | |
| 1972 | Letter to Jane                                                 | Herself                | Jean-Luc Godard & Jean-Pierre Gorin          | |
| 1973 | Steelyard Blues                                                | Iris Caine             | Alan Myerson                                 | |
| 1974 | Introduction to the Enemy                                      | Herself                | Haskell Wexler                               | |
| 1976 | The Blue Bird                                                  | The Night              | George Cukor                                 | |
| 1977 | Fun with Dick and Jane                                         | Jane Harper            | Ted Kotcheff                                 | |
| 1977 | Julia                                                          | Lillian Hellman        | Fred Zinnemann                               | BAFTA Award for Best Actress in a Leading Role David di Donatello for Best Foreign Actress Golden Globe Award for Best Actress – Motion Picture Drama Nominalizare—Academy Award for Best Actress Nominalizare—National Society of Film Critics Award for Best Actress |
| 1978 | Întoarcerea acasă (Coming Home)                                | Sally Hyde             | Hal Ashby                                    | Academy Award for Best Actress Golden Globe Award for Best Actress – Motion Picture Drama Los Angeles Film Critics Association Award for Best Actress Nominalizare—New York Film Critics Circle Award for Best Actress Nominalizare—National Society of Film Critics Award for Best Actress                                                                                         |
| 1978 | Sosea odată un călăreț (Comes a Horseman)                      | Ella Connors           | Alan J. Pakula                               | Los Angeles Film Critics Association Award for Best Actress Nominalizare—National Society of Film Critics Award for Best Actress |
| 1978 | California Suite                                               | Hannah Warren          | Herbert Ross                                 | Los Angeles Film Critics Association Award for Best Actress Nominalizare—National Society of Film Critics Award for Best Actress |
| 1979 | Sindromul (The China Syndrome)                                 | Kimberly Wells         | James Bridges                                | BAFTA Award for Best Actress in a Leading Role Nominalizare—Academy Award for Best Actress Nominalizare—Golden Globe Award for Best Actress – Motion Picture Drama |
| 1979 | Călărețul electric (The Electric Horseman)                     | Alice 'Hallie' Martin  | Sydney Pollack                               | |
| 1980 | De la 9 la 5 (Nine to Five)                                    | Judy Bernly            | Colin Higgins                                | |
| 1981 | Pe lacul auriu (On Golden Pond)                                | Chelsea Thayer Wayne   | Mark Rydell                                  | American Movie Award for Best Supporting Actress Utah Film Critics Association Award for Best Supporting Actress Nominated—Academy Award for Best Supporting Actress Nominalizare—BAFTA Award for Best Actress in a Supporting Role Nominalizare—Golden Globe Award for Best Supporting Actress – Motion Picture                                                                    |
| 1981 | Rollover                                                       | Lee Winters            | Alan J. Pakula                               | |
| 1985 | Agnes of God                                                   | Dr. Martha Livingston  | Norman Jewison                               | |
| 1986 | The Morning After                                              | Alex Sternbergen       | Sidney Lumet                                 | Nominalizare—Academy Award for Best Actress |
| 1989 | Old Gringo                                                     | Harriet Winslow        | Luis Puenzo                                  | Nominalizare—Golden Raspberry Award for Worst Actress |
| 1990 | Stanley & Iris                                                 | Iris Estelle King      | Martin Ritt                                  | |
| 2005 | Monster-in-Law                                                 | Viola Fields           | Robert Luketic                               | |
| 2007 | Georgia Rule                                                   | Georgia Randall        | Garry Marshall                               | |
| 2012 | All Together                                                   | Jeanne                 | Stéphane Robelin                             | |
| 2012 | Peace, Love and Misunderstanding                               | Grace                  | Bruce Beresford                              | |
| 2013 | Majordomul (The Butler)                                        | Nancy Reagan           | Lee Daniels                                  | Nominalizare—Screen Actors Guild Award for Outstanding Performance by a Cast in a Motion Picture |
| 2014 | Better Living Through Chemistry                                | Pharmacy customer      | David Postmentier & Geoff Moore              | Cameo |
| 2014 | This Is Where I Leave You                                      | Hillary Altman         | Shawn Levy                                   | |
| 2015 | Youth                                                          | Brenda Morel           | Paolo Sorrentino                             | Hollywood Film Award for Supporting Actress of the Year Nominalizare—Golden Globe Award for Best Supporting Actress – Motion Picture Nominalizare—Satellite Award for Best Supporting Actress – Motion Picture |
| 2015 | Fathers and Daughters                                          | Teddy Stanton          | Gabriele Muccino                             | |
| 2017 | Our Souls at Night                                             |                        | Ritesh Batra                                 | Filming |

## Premii

### Oscar
- 1971: nominalizare la cea mai bună actriță, They Shoot Horses, Don't They?
- 1972: Premiul Oscar pentru cea mai bună actriță, Klute
- 1979: nominalizare la cea mai bună actriță, Julia
- 1979: Premiul Oscar pentru cea mai bună actriță, Coming Home
- 1981: nominalizare la cea mai bună actriță, The China Syndrome
- 1983: nominalizare la cea mai bună actriță în rol secundar, On Golden Pond
- 1988: nominalizare la cea mai bună actriță, The Morning After

### Globul de Aur
- 1961: debut pentru actrițe
- 1971: Premiul Globul de Aur pentru cea mai bună actriță (dramă), Klute
- 1972: actriță mondială favorită
- 1977: Premiul Globul de Aur pentru cea mai bună actriță (dramă), Julia
- 1978: actriță mondială favorită
- 1978: Premiul Globul de Aur pentru cea mai bună actriță (dramă), Coming Home